# Правый поворот (политика)
Правый поворот (в Европе) (verrechtsing, right turn) — неофициальное обозначение общей тенденции, наблюдаемой в странах Европы в 2010-2020 годах, выраженной в определенном росте влияния правых партий и движений, в связи с кризисом неолиберализма[что?]. Причинами этого явления называют проблемы с интеграцией эмигрантов, экономическую рецессию, потерю политической субъектности странами Европы в связи с ростом полномочий наднациональных структур и другие. Явление имеет национальную специфику и по разному проявляется в зависимости от политической системы конкретной страны.

## Причины
Как отмечалось Би-би-си: "После опустошившей Европу Второй мировой войны большинство избирателей считали, что голосовать за крайне правых просто неприлично, а основные политические партии самого разного толка категорически отказывались с ними сотрудничать. И вот все эти устоявшиеся в общественном сознании табу стали постепенно разрушаться". По мнению директора европейской программы Института Монтеня из Парижа Джорджины Райт, возрождение крайне правых в Европе во многом связано с недовольством политическим мейнстримом. Как пишет Иван Беренд: "Левые мини-революции 1960-х годов немедленно породили правый поворот в западноевропейской политике". Подъем новых правых по всей Европе отмечался к 2002 году openDemocracy.
В европейских странах всегда присутствовали политические силы, которые были настроены скептически по отношению к Европейскому союзу. Наличие в стране 15-20% «евроскептиков» считается нормой, так как это означает, что люди осознают влияние единой Европы на их жизнь и принимают участие в политической жизни. Более 20% скептически настроенных людей уже является сигналом того, что наднациональные органы проводят неправильную политику.
Политический сдвиг Европы в правую сторону объясняется рядом причин.
Отмечается, что политические элиты европейских государств не справляются с глобальным политическим и экономическим регулированием. Об этом свидетельствуют политические кризисы в Европе, недовольство людей снижающимся уровнем жизни, усиление социального и экономического неравенства. Именно поэтому европейское население стало обращать свои взоры на альтернативные неолиберализму политические движения, формирующие оный протест. Помимо перечисленного, в 2015 году произошел Европейский миграционный кризис, продемонстрировавший неспособность политического истеблишмента и институтов ЕС быстро реагировать на возникающие проблемы.
Таким образом, рост популярности правых сил стал ответной реакцией на политику политического истеблишмента. Как отмечала в 2019 депутат Европарламента Клэр Дэйли: если в Европе "не положат конец неолиберальному курсу, который они избрали, будет еще много брекситов. И, конечно, у нас будет гораздо больше ультраправых депутатов, и ЕС будет распадаться". (В 2023 она же будет отмечать, что "еврошовинизм, ксенофобия и ура-патриотизм находятся на подъеме не только среди крайне правых, но и среди основных партий европейского истеблишмента".)
Отмечается, что ультраправые партии выходят из маргинального поля на электорат правых (как французские или голландские националисты) и несколько снижают радикальность позиции. В ответ их центристские конкуренты, борясь правый край своего  электорального поля, вынуждены по ряду позиций отклонятся вправо.
В 2022 El País отмечалось, что "ультраправые движения поглощают консерваторов". А газета Dagens Nyheter писала, что существует риск того, что в долгосрочной перспективе те же шведские консерваторы "пойдут тем же путём, что и американские правые. Те надеялись, что смогут опереться на радикальные силы - и впоследствии контролировать их, однако последние сами их поглотили".
Как отмечалось летом 2023 в The Spectator: "Рост бандитизма связан с иммиграцией... Неудивительно, что по всей Европе процветают и делают успехи антимиграционные партии".
Годом ранее Frankfurter Allgemeine Zeitung, комментируя итоги выборов в Швеции, отмечали:
Деятельность преступных группировок - а эта проблема стала главной темой предвыборной кампании - демонстрирует, что и в таком космополитичном обществе, как Швеция, есть пределы интеграции. Как и во многих других европейских странах, избиратели выражают своё недовольство, отдавая свои голоса правопопулистской партии - и тем самым укрепляя её позиции. Сей факт крайне удручающ, но в конечном итоге он является следствием промахов и упущений со стороны традиционных партий. Они слишком долго пускали проблемы на самотёк.
В ответ на победу ультраправых на выборах в Нидерландах в 2023, мэр Лондона Садик Хан заявил, что это "напоминание прогрессистам всего мира о том, что угроза со стороны ультраправых реальна и находится у нас на пороге".
Газета The Observer в 2022 году отмечала, что "ультраправые политические партии - это уже всеевропейская проблема, которая касается всех демократов в целом".
На сер. 2023 года ультраправые руководят единолично в Венгрии и в коалиции с правоцентристами в Италии и Финляндии. В том же 2023 г., отмечая успехи Vox в Испании, в FT констатируют, что "аналогичные тенденции видны от Австрии и Италии до Швеции, что говорит о том, что даже в вопросе правого популизма Испания сегодня просто соответствует более широким европейским образцам, а не является исключением". Согласно Bloomberg (2023), по совокупным данным опросов, ультраправые партии входят в тройку самых популярных почти в половине стран Евросоюза. The Economist в 2024 отмечалось, что "европейские избиратели все больше разочаровываются и тяготеют к крайне правым партиям".

## Тенденции по странам Европы

### Австрия
Когда в 2000 году австрийские правоцентристы создали коалиционное правительство с ультраправой «Партией свободы», то ЕС даже ввёл против Австрии дипломатические санкции. А на выборах 2008 года крайне правые партии набрали около 30 %. Как отмечается Би-Би-Си в сентябре 2024, ультраправая Австрийская партия свободы (FPÖ) лидирует во всех опросах с конца 2022 года, а в июне 2024 ультраправые победили на выборах в Европарламент. Вообще же FPÖ с момента своего основания в 1956 году входила в состав трех правительственных коалиций с консерваторами — с 1983 по 1986 год, с 2000 по 2006 год и с 2017 по 2019 год. В 2019 из-за скандала "Ибица-гейт" FPÖ претерпела фиаско, но во время коронакризиса ультраправые успешно вернулись на политическую сцену. В 2024 ультраправая сила, "Австрийская партия свободы", впервые со времен Второй мировой войны заняла первое место на национальных выборах. После чего в стране последовал затяжной политический кризис.

### Польша
На парламентских выборах в Польше выиграла национально-консервативная  партия «Право и справедливость», набрав 39% голосов. Впоследствии глава партии Ярослав Качинський усилил контроль правительства за деятельностью СМИ, ограничил проведение митингов и выступает за независимость национальной судебной власти. В ответ на это в адрес Польши последовала критика ЕС в отношении нарушения демократических ценностей и норм.

### Словакия
В 2006 победившая на выборах партия Smer-SD сформировала правительство с ультраправыми. Smer будет временно отстранена от членства в PES.

### Венгрия
С 2010 года пост премьер-министра Венгрии занимает глава национально-консервативной партии ФИДЕС Виктор Орбан, выступающий против нелегальной миграции и против введения распределительных квот для мигрантов. За время нахождения на своем посту политик сумел ослабить демократические институты, ограничил свободу слова и самовыражения. Правопопулистская антииммиграционная партия «Йоббик», выступающая за экономический протекционизм, набрала 20% голосов на выборах в парламент в 2014 году и заняла третье место. Партия выступает за увеличение спонсирования этнических венгров за рубежом и за запрет пропаганды сексуальных меньшинств.
Венгрия отмечается политологами как страна, где правоцентристская и консервативная повестка является доминирующей и поддерживается большинством. По словам Орбана: "Мы не хотим быть разнообразными и не хотим смешиваться".

### Греция
Неофашистская партия «Золотая Заря», образованная в 1980 году, приобрела свою популярность в 2012 году, когда ей впервые удалось пройти в парламент. Успеху партии способствовал долговой кризис, в котором Греция пребывает с 2010 года. На выборах в парламент Греции в сентябре 2015 года «Золотая Заря» набрала почти 7% голосов, заняв третье место. Партия выступает против нелегальной миграции и критикует причины, которые ей способствовали: глобализация и мультикультурализм.

### Франция
Консервативная националистическая партия «Национальный фронт», основанная в 1972 году, использует популистскую риторику для продвижения своих анти-мигрантских и анти-европейских позиций. С момента своего образования партия смягчила свою негативную риторику, чтобы привлечь как можно больше избирателей.  Во время президентских выборов в 2017 году глава партии Марин Ле Пен в своей предвыборной кампании выступала с заявлениями о том, что глобализация и исламизм негативно сказываются на Франции. Марин Ле Пен дошла до второго тура, составив жесткую конкуренцию Эмманюэлю Макрону, но президентом был избран именно либерал Макрон.

### Германия
В Германии впервые за более чем 60 лет в парламент прошла правопопулистская партия. Ей стала партия Альтернатива для Германии, сформированная в 2013 году как протестное движение против политики ЕС в отношении евро. Партия заняла третье место на выборах в парламент Германии, набрав 13% голосов. В 2015 году с нахлынувшим потоком беженцев с Ближнего Востока и Африки партия стала набирать популярность за счет своей критики правительства Германии и ЕС, обвиняя национальные правительства и структуры ЕС в неэффективности. В своих предвыборных выступлениях политики высказывались против мусульманского населения и говорили о том, что беженцы создают большие проблемы в стране.
В 2024 впервые в послевоенной истории Германии ультраправая партия - АдГ - выиграла выборы на государственном уровне в одной из федеральных земель страны. На внеочередных парламентских выборах в 2025 году ультраправая АдГ впервые в послевоенной истории страны заняла второе место, став затем самой большой оппозиционной партией в Бундестаге. Отмечается что, АдГ "стала наиболее ощутимой «головной болью» для правящей коалиции".

### Испания
Как отмечал Chris Bambery: "На протяжении десятилетий страна гордилась тем, что ультраправые — маргиналы, но все изменилось в декабре 2018 года, когда новая партия Vox вошла в региональное правительство Андалусии в коалиции с правоцентристами".
В 2019 году, впервые за почти 40 лет, ультраправые (партия Vox, получив 10,3% голосов) попали в парламент Испании. Таким образом Испания утратила статус единственной крупной европейской страны, не имевшей сильной ультраправой партии.

### Швеция
С осени 2022 к власти пришло консервативное правительство, в котором, как отмечают, тон во многом задают правые популисты - Шведские демократы. Как отмечалось тогда в La Stampa:
«По Старому континенту катится чёрная волна. Повсюду поднимают голову правые силы. Сия волна прорвала плотину даже в Швеции - и пришёл конец старому политическому мифу. Триумф в этой колыбели социал-демократии и скандинавской модели, на родине гражданских прав и равноправия полов, справедливой трудовой нагрузки и мультикультурализма одержали консервативные 'Умеренные' под руководством Ульфа Кристерссона и 'мягкие' неонацистские 'демократы' под предводительством Йимми Окессона. ... Мы воистину переживаем закат Европы, и может статься так, что ровно через неделю случится очередной перелом, который окончательно закрепит эту тенденцию. Если верить опросам, то вскоре Италия может стать первым государством ЕС (да ещё и одной из стран-основателей Евросоюза!), во главе которого встанет партия, ведущая свою родословную напрямую от экстремистских и постфашистских правых сил.»
Согласно польскому изданию Polityka: "Ультраправые изобрели себя заново - с хорошими для себя результатами. И это самый важный урок последних выборов в Швеции, который Европе следовало бы усвоить.»

### Италия
В 2022 впервые в постфашистской истории страны к власти пришли крайне правые. При этом на выборах в 2018 году партия Мелони едва получила 4%.
Её саму называют первым крайне правым премьер-министром Западной Европы после Второй мировой войны, согласно Guardian.

### Бельгия
Согласно опросам, ультраправая партия Vlaams Belang, желающая превратить Фландрию в самостоятельное государство, стала самой большой политической силой в стране.

### Нидерланды
Согласно CNN в 2023, победа PVV на выборах превзошла все ожидания: "Эра премьера Рютте заканчивается правым популистским восстанием, которое потрясает Гаагу до основания".

### Финляндия
Новое правительство страны, сформированное в 2023, называют самым "правым" в ее истории.

## Критика
Несмотря на тенденцию роста влияния правых сил в Европе, говорить о свершившемся «правом повороте» еще рано.  Эксперты отмечают, что число стран, в которых правые партии получают все больше мест в парламентах, с каждым годом растет. При этом отмечается, что хотя правые партии и действительно добились определенных успехов на выборах и увеличили свое влияние в рамках Европарламента, их способность самостоятельно формировать внешнюю политику Евросоюза остается под вопросом из-за консенсусного принципа принятия решений.
Тренд более свойственен тем государствам, которые непосредственно страдают от постоянного притока беженцев и мигрантов: Франция, Германия, Греция. Тем не менее, даже в данных странах продолжают лидировать либерально-демократические силы. Так, во втором туре президентских выборов во Франции в 2017 году  Марин Ле Пен проиграла либералу Эммануэлю Макрону, который поддерживает политику ЕС и выступает в защиту демократических свобод. В Германии правая популистская партия Альтернатива для Германии по итогам парламентских выборов заняла третье место, однако победивший на выборах партийный блок «Христианско – демократический союз» и баварский «Христианско – социальный союз» (ХДС/ХСС)  ни при каких условиях не будет с ней формировать правящую коалицию. За последние годы в связи с военными действиями в Сирии ряды стран, страдающих от нелегальной миграции и потока беженцев, пополнили и страны Восточной Европы. Таким образом, росту популярности правых сил способствовал именно наплыв мигрантов в Европу и миграционная политика правящих сил. Еще одна причина, по которой сегодня не приходится говорить о «правом повороте» Европы – изменение самого соотношения «правый – левый», то есть  происходит разделение внутри партий, как например во Франции[мнение излагается как факт]. Так, партия «Национальный фронт» сочетает в себе правые, традиционалистские принципы с социальными идеями в экономике.